# دانشگاه ایالتی کالیفرنیا در مونتری بی
دانشگاه ایالتی کالیفرنیا در مونتری بی (به انگلیسی: California State University, Monterey Bay) یک دانشگاه عمومی کوچک در سیستم آموزشی دولتی ایالت «کالیفرنیا» می‌باشد که در سال ۱۹۹۴ تأسیس با ۶۵۴ دانشجو شروع به فعالیت کرد. در سال ۲۰۰۷ تعداد دانشجویان این دانشگاه به ۴۰۸۰ نفر و هیئت علمی آن ۱۴۱ نفر افزایش یافت.